# Maastricht-Zuidoost
Maastricht-Zuidoost, ook wel Buitenwijk Zuidoost of Wijk 06 (CBS-code: 093506), is volgens de indeling van het Centraal Bureau voor de Statistiek een van de zeven wijken van de Nederlandse stad en gemeente Maastricht. De gemeente Maastricht hanteert daarnaast een afwijkende indeling in stadsdelen en wijken, waarbij er sprake is van een stadsdeel Zuidoost, dat echter niet dezelfde omvang heeft als de gelijknamige CBS-wijk. Maastricht-Zuidoost heeft een oppervlakte van circa 1090 hectare en telt ruim 21.000 inwoners. De wijk bestaat uit vijf buurten. De vele bedrijven en instellingen in de wijk, met name in het deelgebied Randwyck, zijn van grote betekenis voor de lokale en regionale economie.

## Ligging en indeling
Maastricht-Zuidoost omvat het zuidoostelijk deel van de gemeente Maastricht. De wijk ligt op de oostelijke oever van de rivier de Maas. Deze rivier vormt tevens de westelijke begrenzing van de wijk. De noordgrens van de wijk wordt gevormd door de provinciale weg 278 (John F. Kennedybrug, Kennedysingel, Knooppunt Europaplein, Akersteenweg). De oostelijke grens, tevens de gemeentegrens met Eijsden-Margraten, reikt tot bijna aan de rand van het Plateau van Margraten, ten westen van de buurtschap Berg en het dorp Cadier en Keer. De zuidgrens volgt de Köbbesweg tussen De Heeg en Gronsveld, buigt dan naar het zuiden langs de spoorlijn Luik-Maastricht, en steekt dan over, dwars door de Maasplas Oost-Maarland en de Maas, naar de Nederlands-Belgische grens bij D'n Observant.
Van de zeven wijken van Maastricht (met in totaal 44 buurten) grenzen er drie (zes buurten) aan Maastricht-Zuidoost. Van zuidwest naar noordoost zijn dat kloksgewijs: Maastricht-Zuidwest (buurten: Sint Pieter en Villapark), Maastricht-Centrum (Wyck) en Maastricht-Oost (Heugemerveld, Wyckerpoort en Scharn). De overige grenzen zijn met de gemeente Eijsden-Margraten.
Maastricht-Zuidoost telt officieel vijf buurten: Heugem, Randwyck, Heer, De Heeg en Vroendaal. Qua oppervlakte zijn Randwyck en Heugem de grootste buurten met respectievelijk 278 en 267 ha, waarbij moet worden aangetekend dat laatstgenoemde buurt voor ruim 40% uit water bestaat. De Heeg is de kleinste buurt (141 ha). Qua inwonertal is Heer de volkrijkste buurt met ruim 7500 inwoners, gevolgd door De Heeg met ruim 6000. Vroendaal is de kleinste met krap 1000 inwoners.

## Geschiedenis
De geschiedenis van Maastricht-Zuidoost valt gedeeltelijk samen met die van de afzonderlijke dorpen, buurtschappen, kastelen en boerderijen die vanouds in dit gebied lagen. Heugem en Heer zijn oude kerkdorpen, waarvan de geschiedenis teruggaat tot de middeleeuwen. Heugem werd voor het eerst genoemd in 1155; Heer in 1202. Beide dorpen bezaten middeleeuwse kerken, die echter in de negentiende eeuw vervangen zijn. Scharn was een buurtschap van het dorp Heer, met een kasteel, het Huis te Scharen, maar behoort tegenwoordig tot Maastricht-Oost. Rondom de dorpen lagen land- en tuinbouwgebieden. Het gehele gebied heeft in de loop der eeuwen zwaar te lijden gehad van de vele belegeringen van de vestingstad Maastricht.

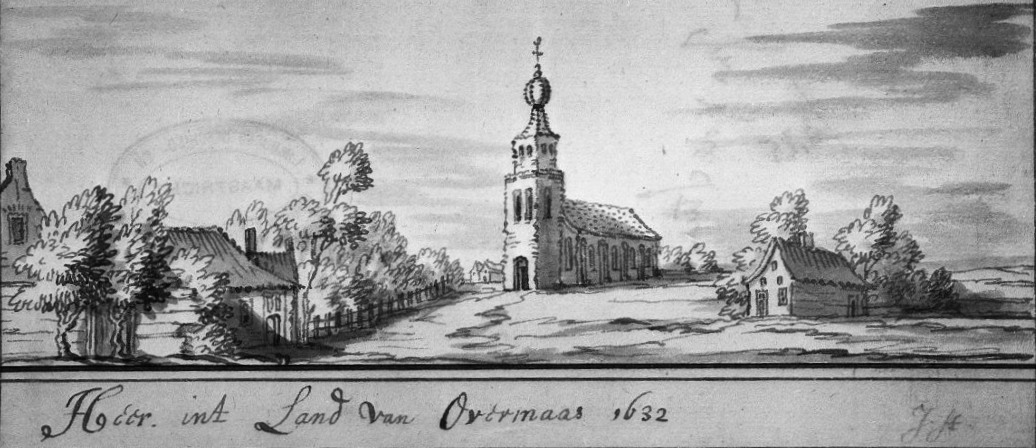
Gezicht op Heer, 1632

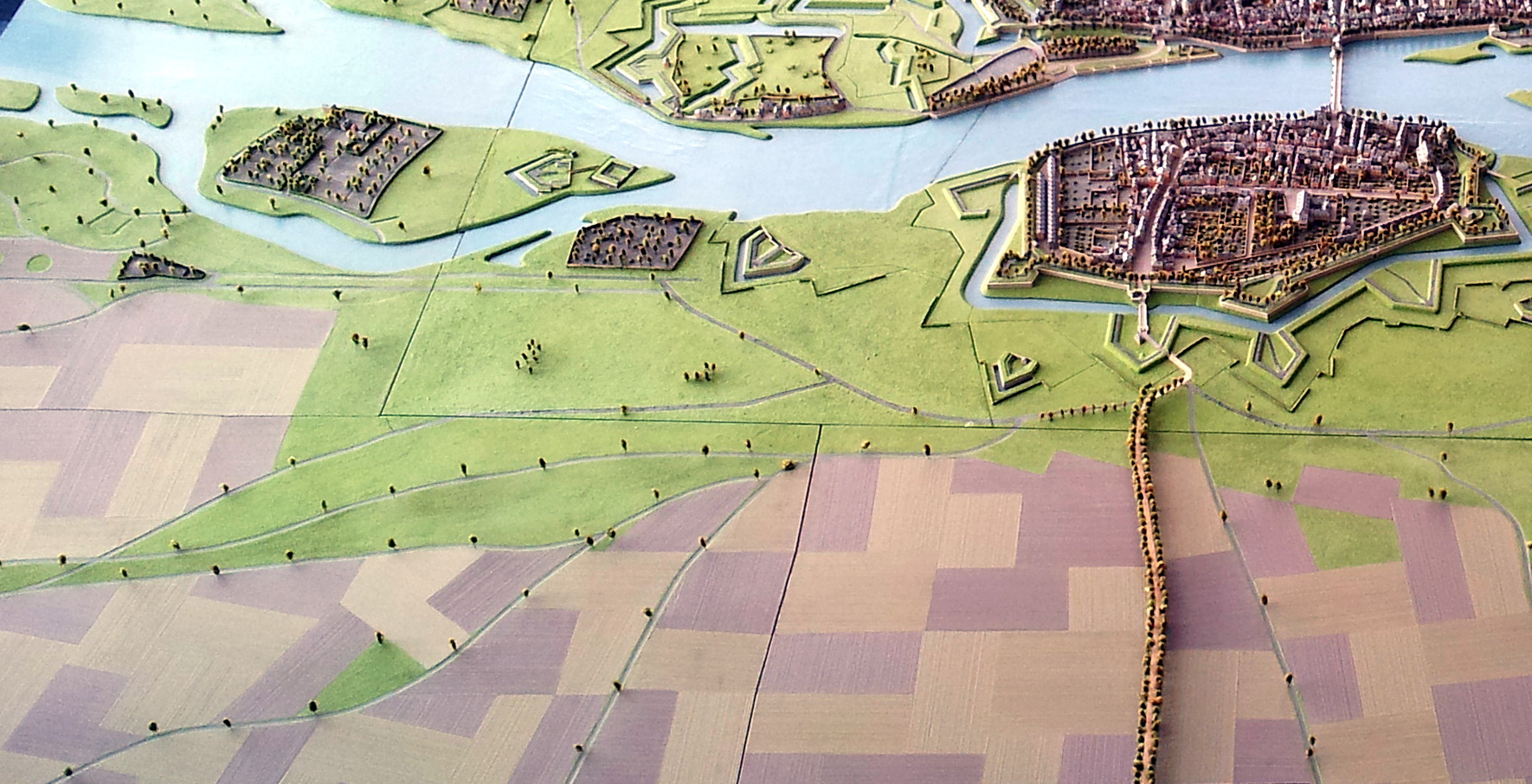
Detail van de Maquette van Maastricht uit ca. 1750. Links het Maaseiland met het bastion Randwyck; rechts Wyck en de Scharnerweg

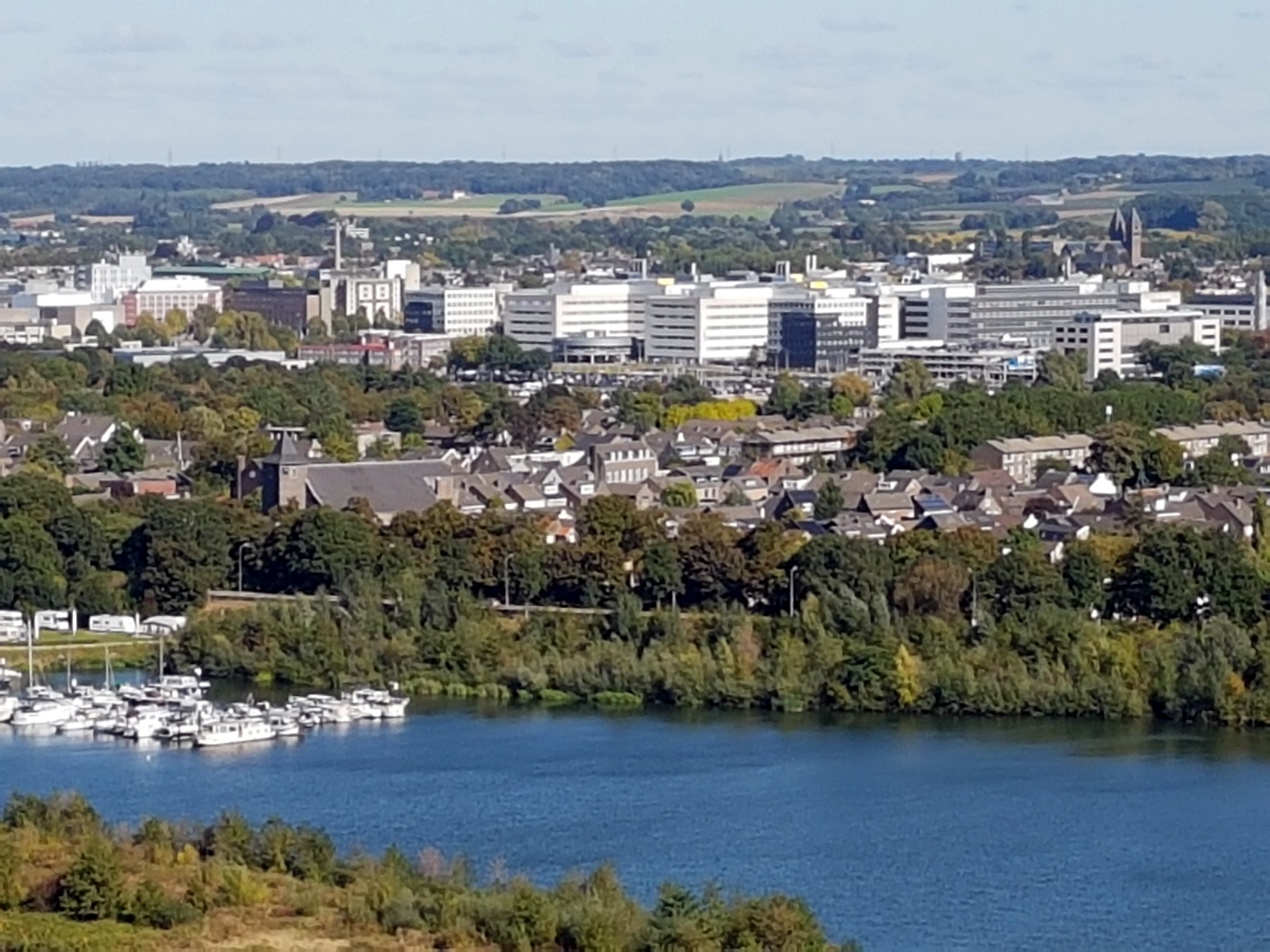
Zicht op Heugem en Randwyck vanaf de Sint-Pietersberg, 2016

In Heugem en Heer lagen diverse kastelen en adellijke huizen. De oudste vermelding van Heugem betrof een Luikse leenhof, waarvan de ligging niet bekend is. Het Kasteel Hoogenweerth werd in de vijftiende eeuw vermeld als Houweert en werd bewoond door verschillende adellijke families, totdat het in de negentiende eeuw in bezit kwam van de familie Regout. Veel ouder is De Burght in Heer, die waarschijnlijk in de elfde eeuw ontstond als donjon. Later gebruikten de rijproosten van het kapittel van Sint-Servaas het kasteel als woning en kapittelgevangenis. Heer was tot aan de Franse tijd een van de elf banken van Sint-Servaas, eigendom van het vrije rijkskapittel en dus geen onderdeel van de Brabantse Landen van Overmaas. Na 1632 werden de banken Staats gebied, maar juridisch bleven ze onder het kapittel. Heer vormde met Scharn en Keer een schepenbank. De gemeente Heer en Keer, die tot 1828 bleef bestaan, was daar een uitvloeisel van.
De huidige wijk Maastricht-Zuidoost was tot 1920 geen onderdeel van de toen nog zeer krap bemeten gemeente Maastricht. Door de annexatie van 1920 nam deze sterk in oppervlakte toe, van 448 tot 3301 ha. Het oostelijk deel van Maastricht-Zuidoost (Heer met delen van andere buurten) bleef nog tot 1970 zelfstandig. Voordat Heugem bij Maastricht werd gevoegd, maakte het deel uit van de toenmalige gemeente Gronsveld. Vóór 1795 was dat een min of meer zelfstandig ministaatje, het Rijksgraafschap Gronsveld. Heugem bleef na 1920 sterk agrarisch van inslag en functioneerde tot circa 1980 als een zelfstandige dorpsgemeenschap binnen de gemeente Maastricht. Dat Heugem van origine geen stadswijk is, is duidelijk te zien aan de structuur van de oude dorpskern die nog min of meer intact is.
In de jaren na de Tweede Wereldoorlog overheerste ook in Maastricht en omstreken het "vooruitgangsdenken", dat vooral in termen van economische groei, volkshuisvesting en verkeersdoorstroming werd geformuleerd. Het gereedkomen van de John F. Kennedybrug in 1968 betekende een vooruitgang uit verkeerstechnisch oogpunt, maar veroorzaakte ook meer drukte op de aansluitende N278 in Maastricht-Oost en Zuidoost. De vrij eentonige nieuwbouwwijken van Heer, met veel rijtjeshuizen en enkele galerijflats, kwamen in deze periode tot stand. De andere buurten werden later gebouwd: De Heeg vanaf eind jaren 1970; Heugem, Randwyck en Eyldergaard in de jaren 1980 en 90; en Vroendaal na 2000. In Randwyck verrees een moderne kantorenwijk en, verder naar het zuiden, een bedrijventerrein voor niet-vervuilende bedrijven. De weilanden langs de Maas bij Heugem verdwenen als gevolg van ontgrinding, waarvoor waterrecreatie in de plaats kwam.
In 1986 opende het Station Maastricht Randwyck aan de spoorlijn naar Luik, min of meer op de plek waar meer dan een eeuw eerder de Halte Heer had gelegen. Station Randwyck is een van de minst drukke stedelijke stations van Nederland. Van 2011-2016 werd de Koning Willem-Alexandertunnel gerealiseerd, waardoor de drukke A2-traverse ondergronds verdween. Hoewel alleen de zuidelijke tunnelmond van deze tweelaagstunnel in Maastricht-Zuidoost ligt, is de aansluiting op het lokale wegennet bij het Knooppunt Europaplein hierdoor sterk gewijzigd.

## Architectuur en stedenbouw

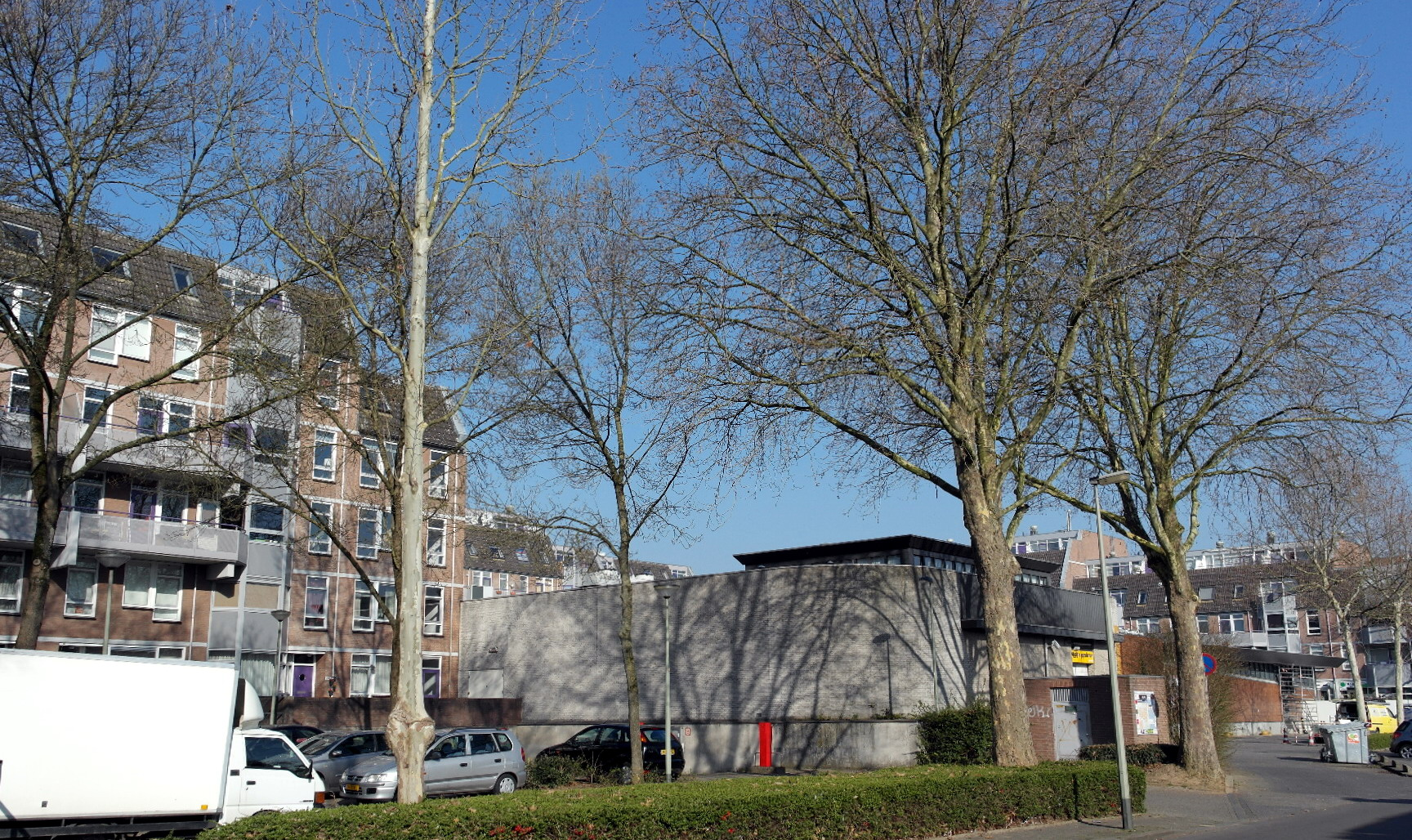
Winkelcentrum Roserije, De Heeg

Maastricht-Zuidoost is een heterogene wijk met monumentale kastelen en landhuizen, restanten van oude dorpsbebouwing en een bont palet van oude en nieuwe woonwijken en bedrijfsterreinen. Hoewel er met name in Randwyck enkele grootschalige kantoorgebouwen te vinden zijn, ontbreekt echte hoogbouw en overheerst laagbouw. Het centrale wijkwinkelcentrum bevindt zich in Heer (Dorpsstraat en De Leim). De Heeg en Heugem hebben hun eigen (beperkte) voorzieningen.
De wijk telt twaalf rijksmonumenten en 84 gemeentelijke monumenten (180 objecten). Van de historische kastelen en landhuizen kunnen genoemd worden Kasteel Hoogenweerth in Heugem, en De Burght, Huis Eyll en Huis Opveld in Heer. De Torenmolen van Gronsveld uit het begin van de zeventiende eeuw is een opvallend baken aan de Rijksweg bij de entree van Maastricht-Zuidoost. Van de parochiekerken hebben die van Heugem en Heer de langste geschiedenis, maar de huidige kerkgebouwen zijn in feite twintigste-eeuws. De kapel van het Klooster Opveld is een expressief bouwwerk uit 1910. De Beth-elkerk in de Molukse wijk van Heer en de Sint-Monulfus en Gondulfuskerk in De Heeg zijn moderne, strak vormgegeven kerkgebouwen. Moderne seculiere architectuur is vooral in Randwyck te vinden, onder andere het Limburgs Gouvernement, het MECC, de Universiteit Maastricht en de Brightlands Health Campus.

## Fotogalerij

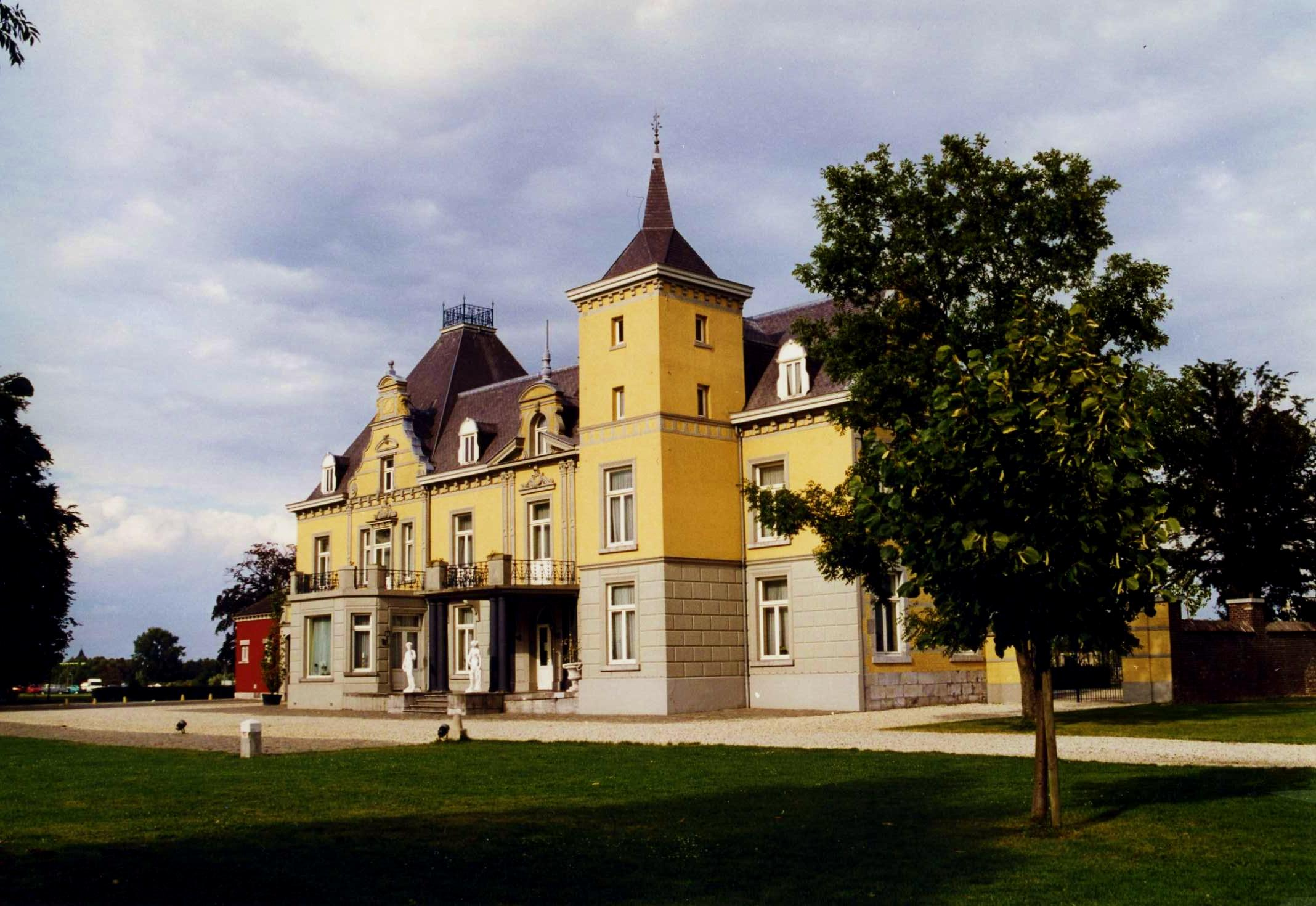
Hoogenweerth, Heugem
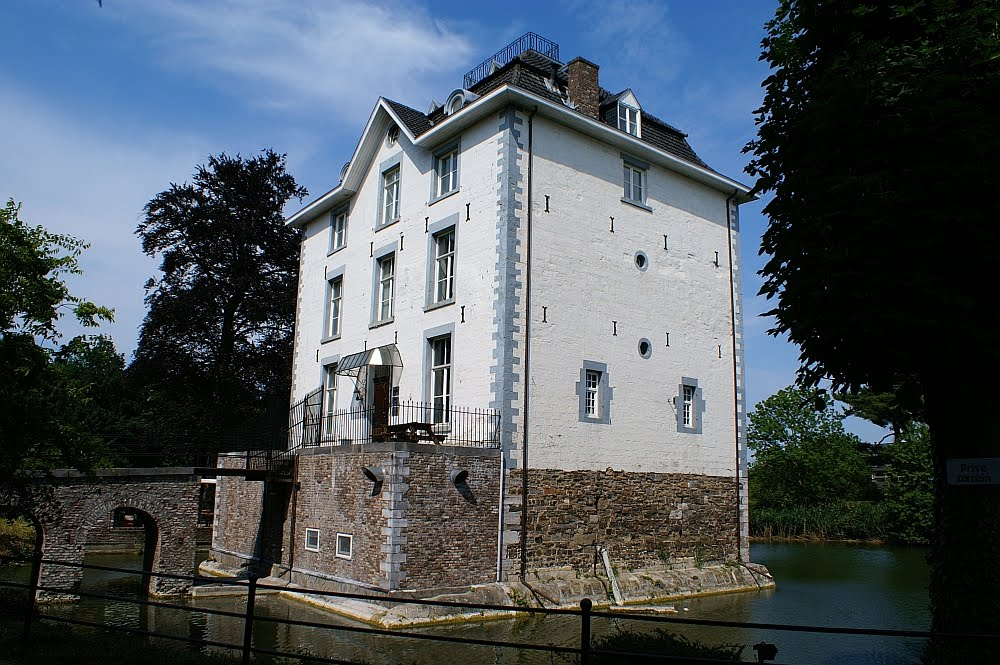
De Burght, Heer
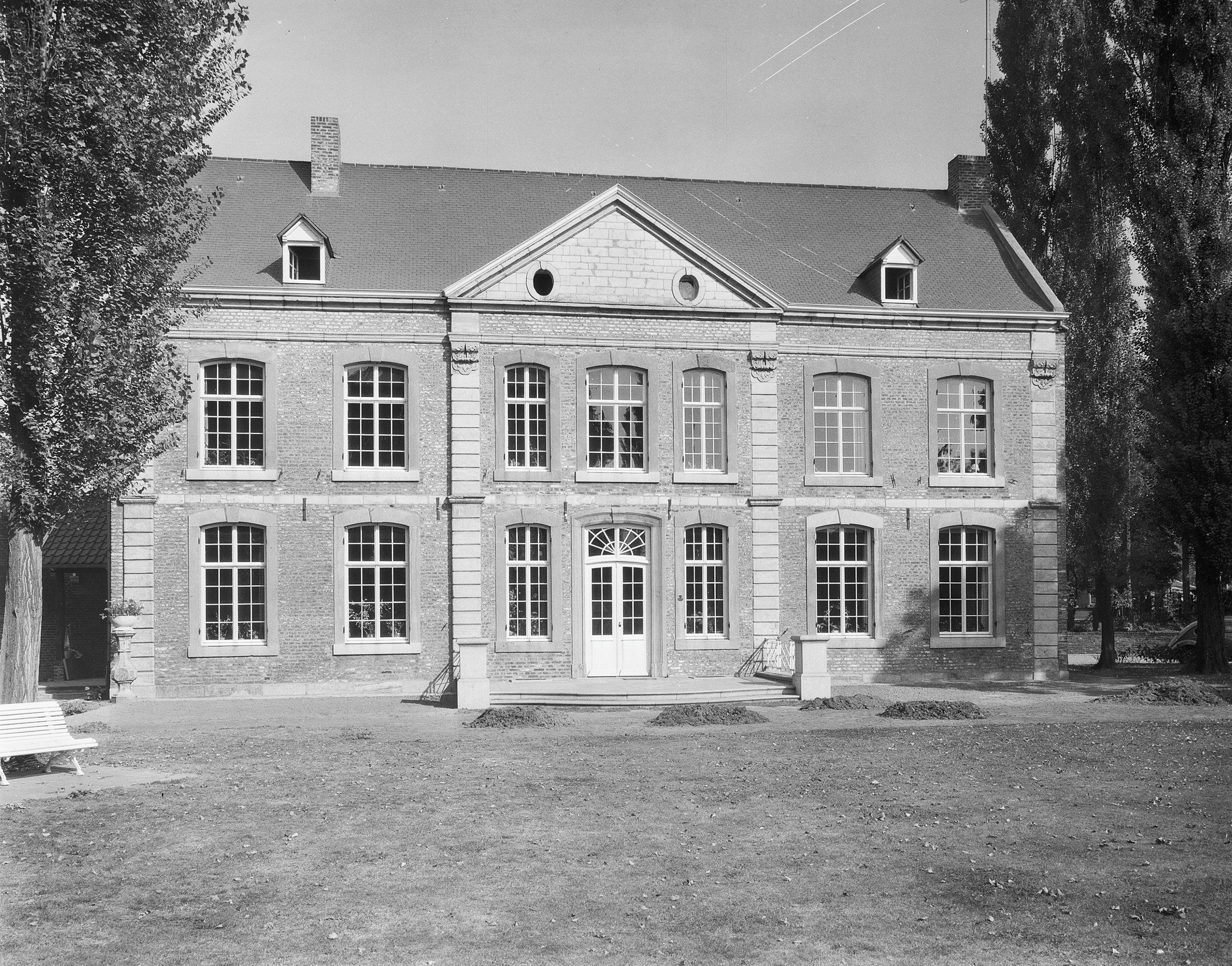
Huis Eyll, Heer
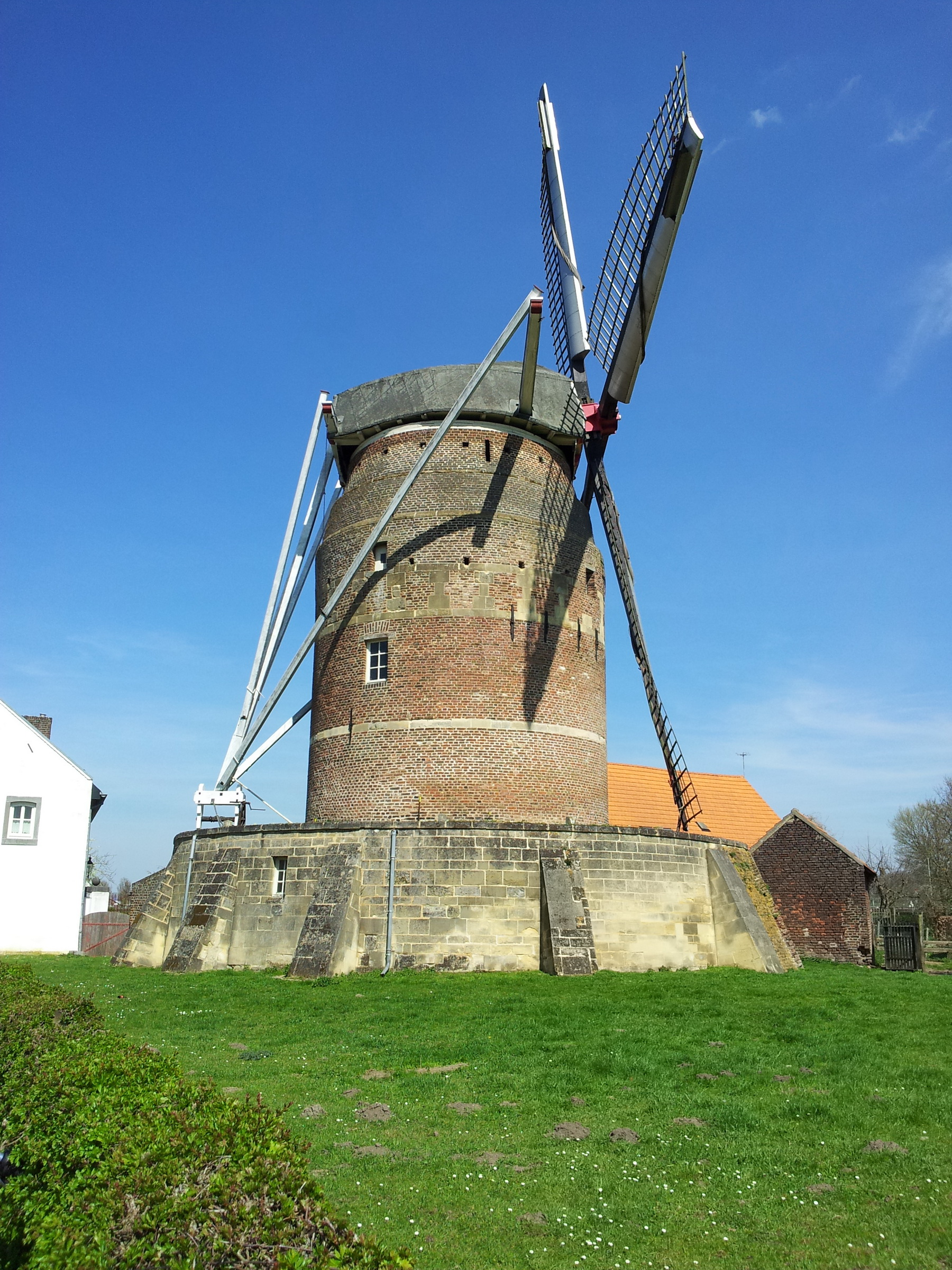
Torenmolen van Gronsveld
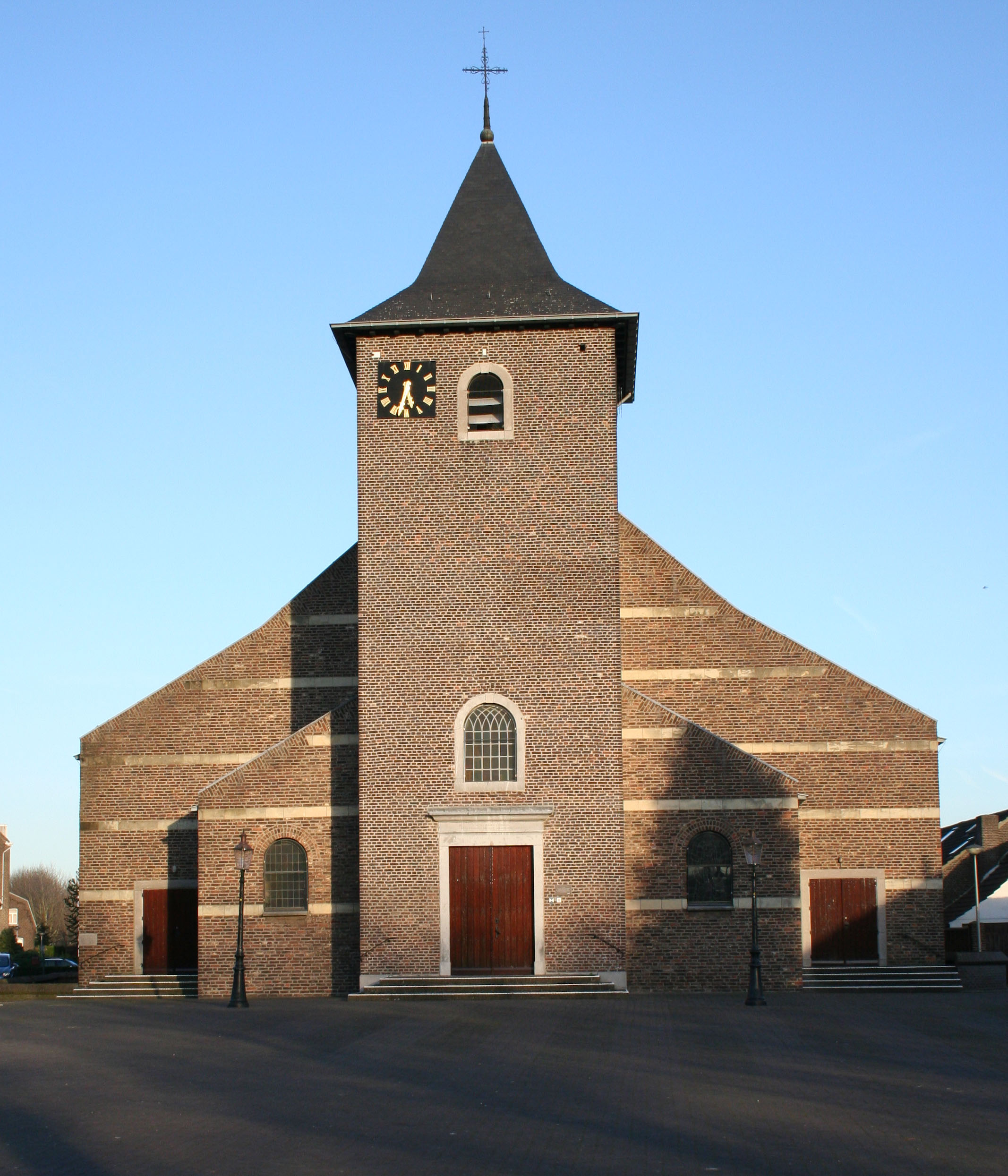
Sint-Michaëlkerk, Heugem
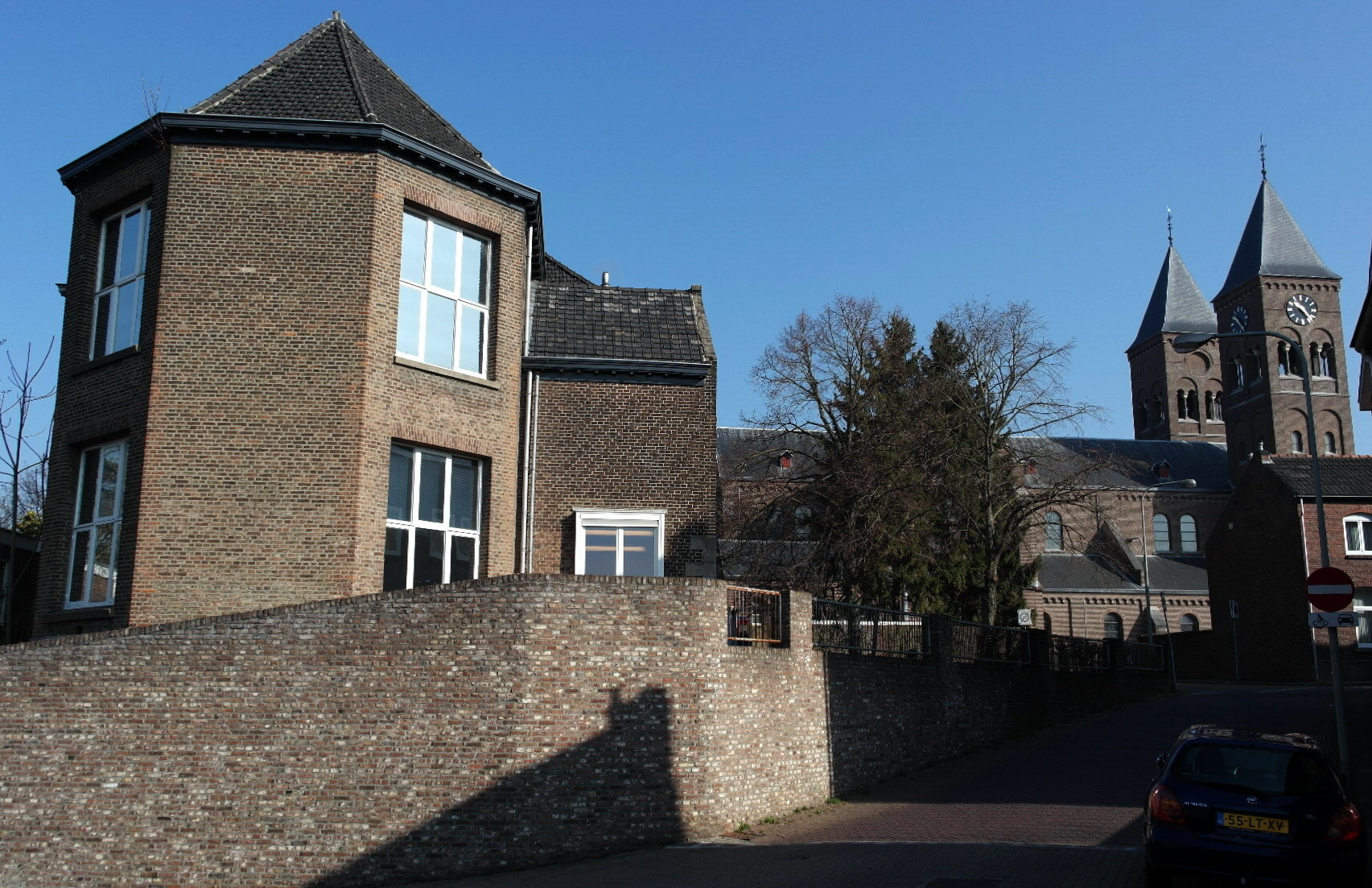
Oude en nieuwe kerk, Heer
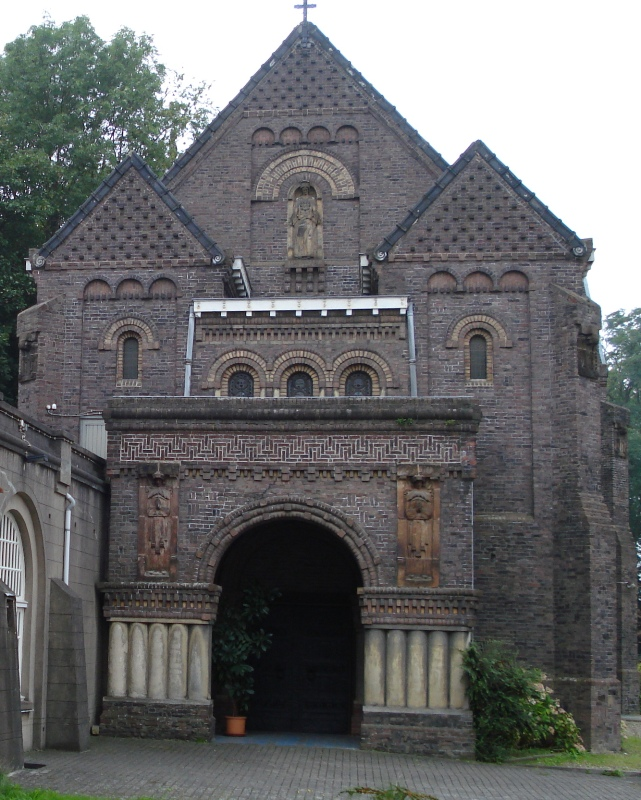
Kloosterkapel Opveld, Heer
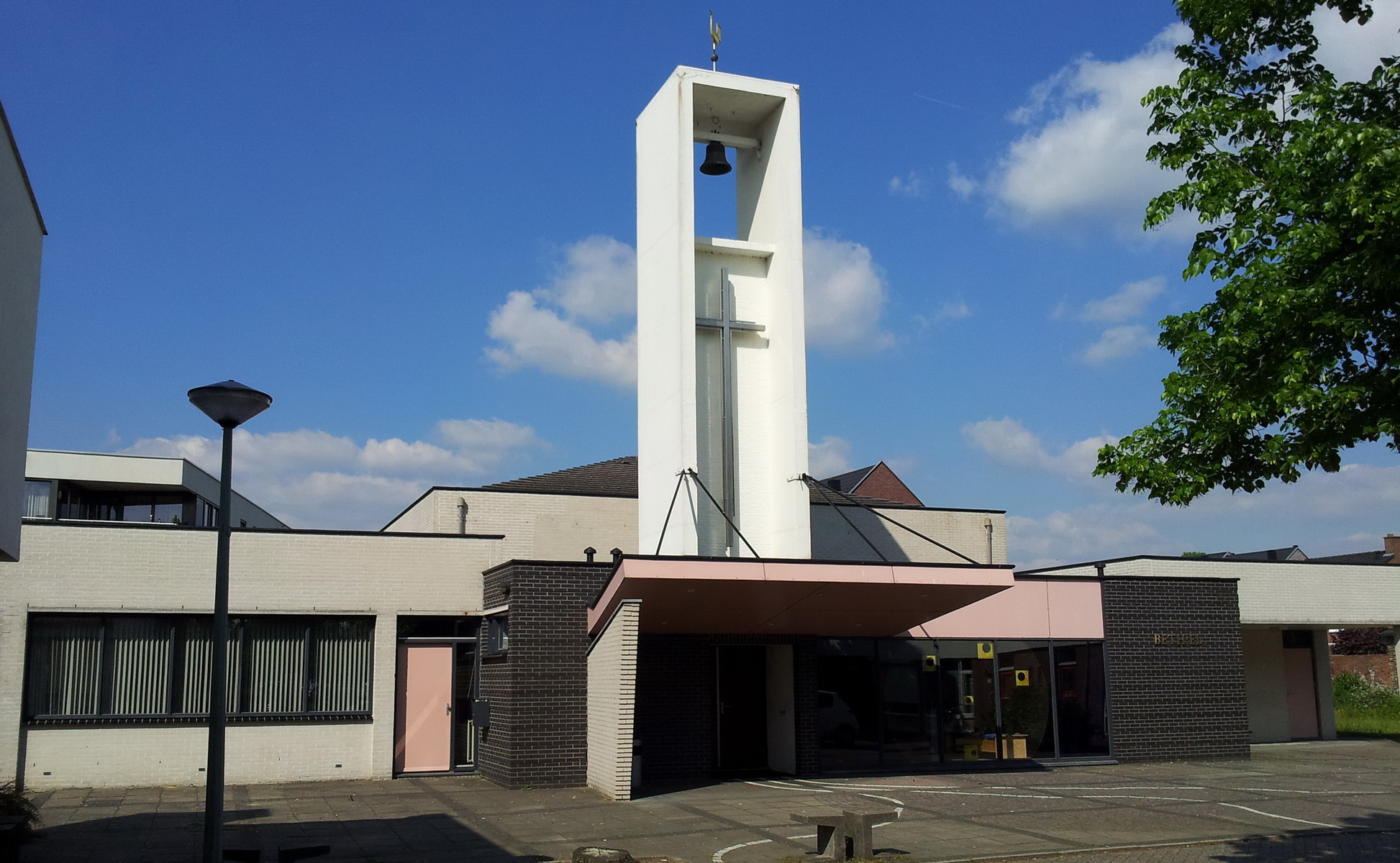
Beth-elkerk, Molukse wijk
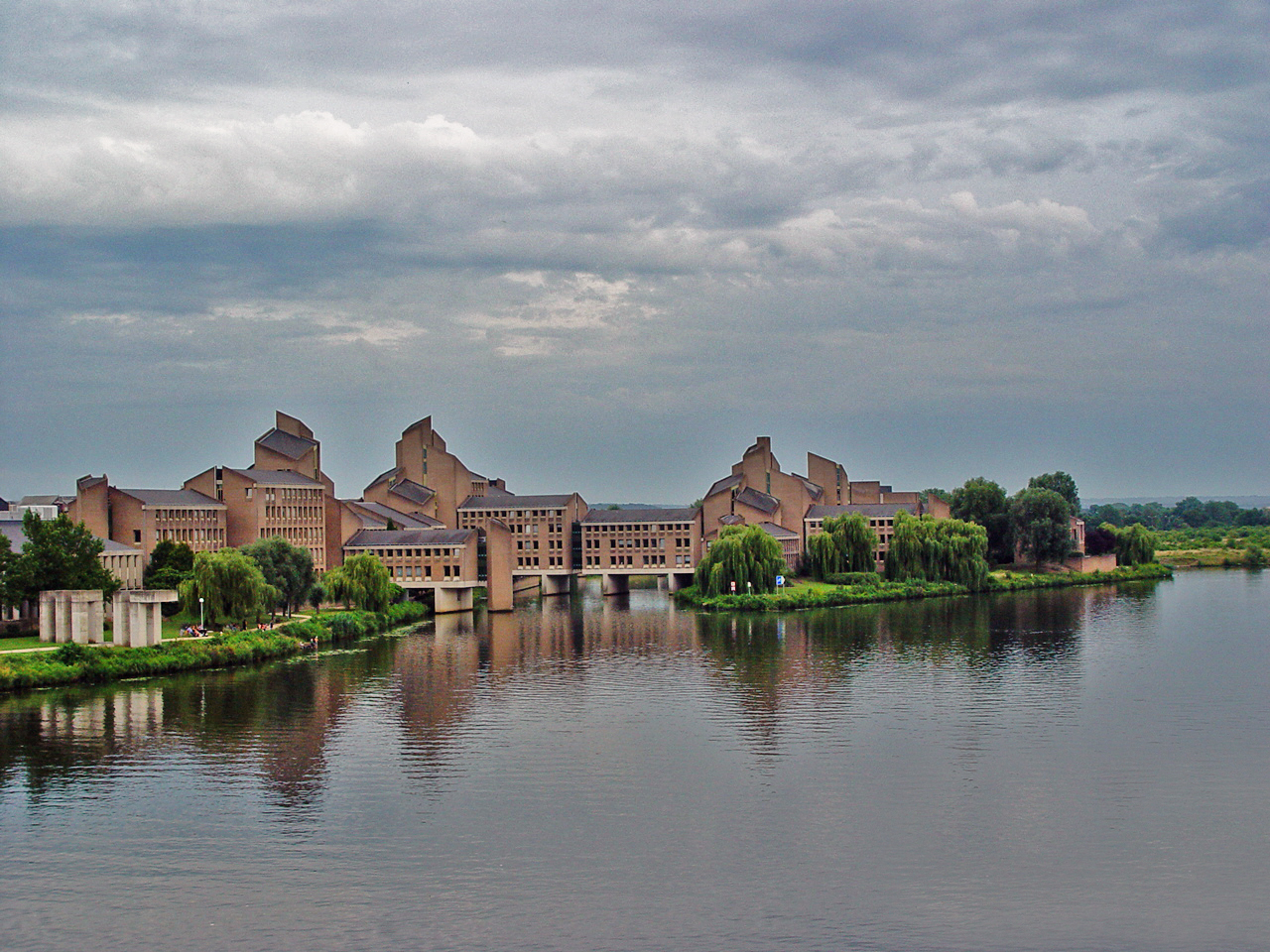
Limburgs Gouvernement
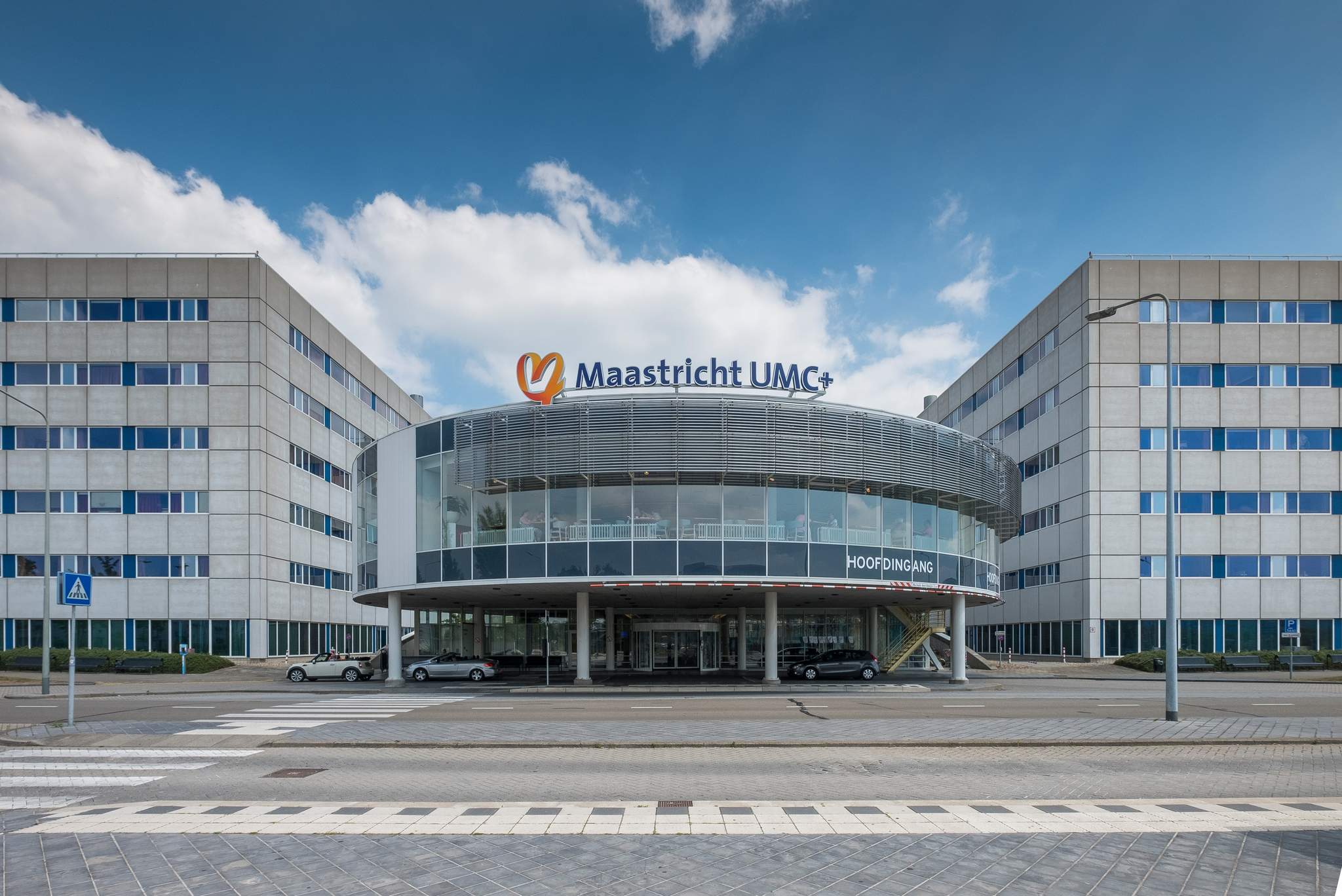
Hoofdingang MUMC+
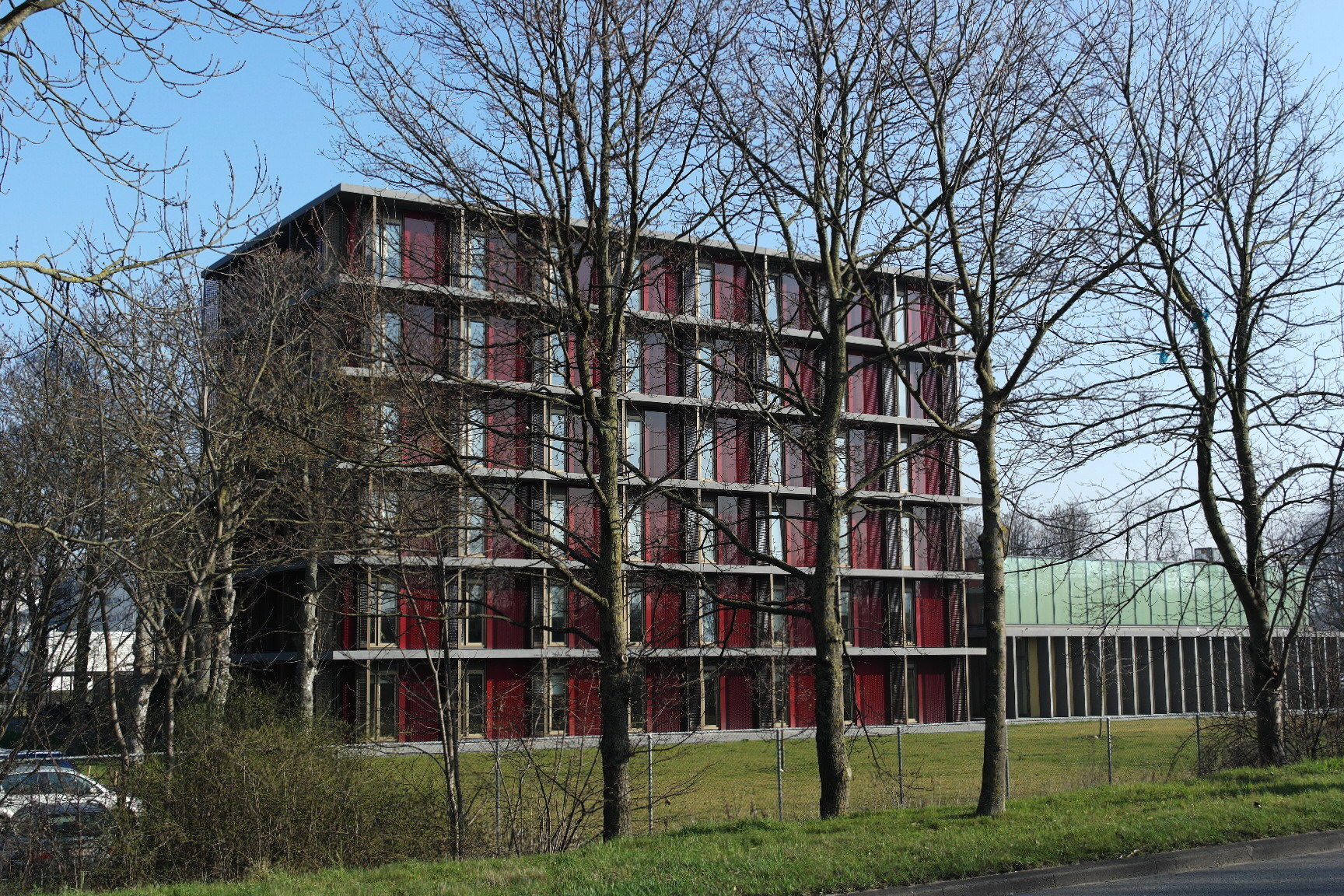
ScanNexus, Randwyck
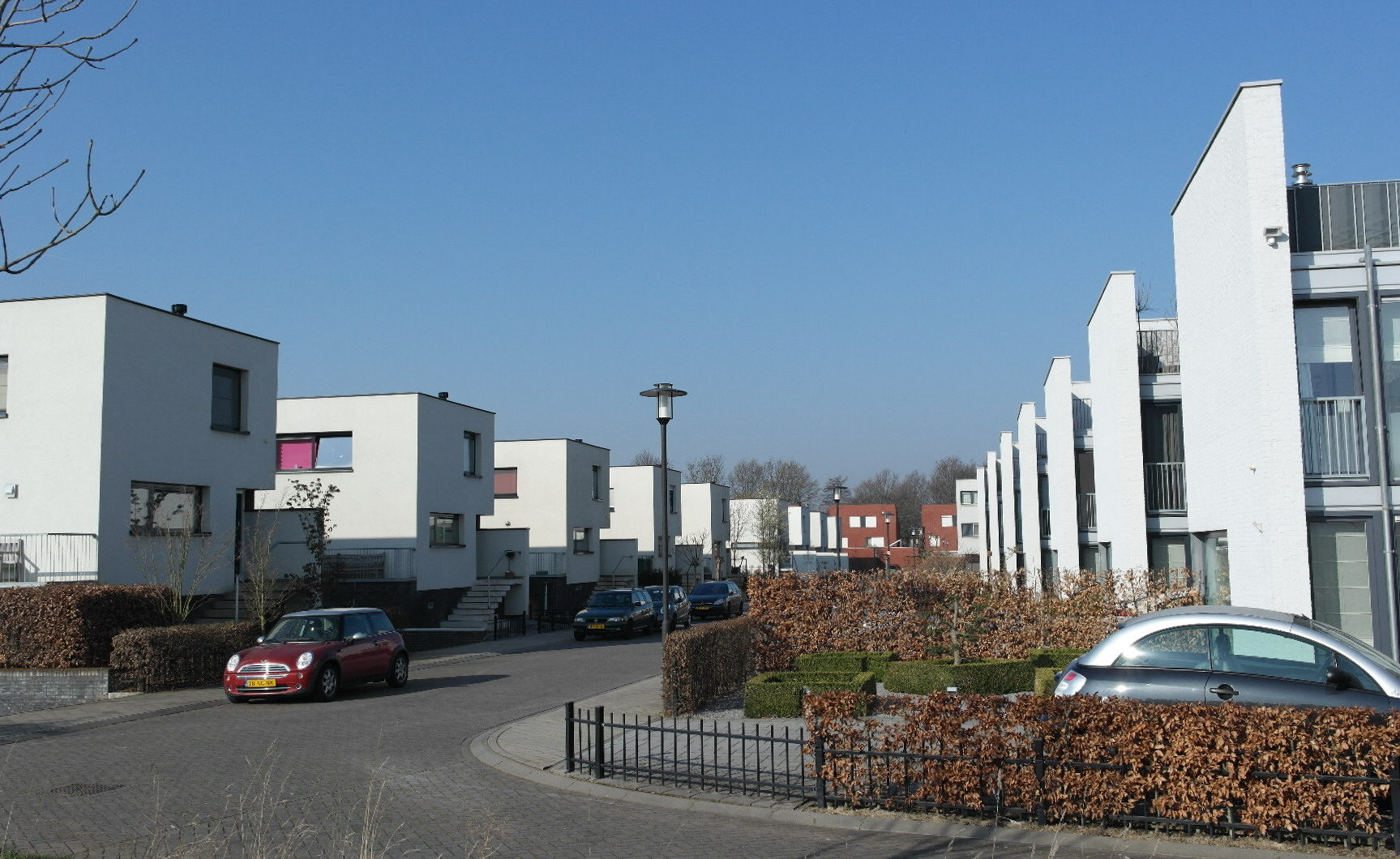
Typische straat, Vroendaal